# Vilémov (okres Havlíčkův Brod)
Vilémov (německy Wilimow), pro rozlišení označovaný i jako Vilémov u Golčova Jeníkova, je městys v okrese Havlíčkův Brod v Kraji Vysočina. Leží v podhůří Železných hor na okraji Českomoravské vrchoviny v nadmořské výšce 358 m n. m. Vilémovem protéká říčka Hostačovka a její levostranný přítok Babský potok. Žije zde 982 obyvatel.
Spádovým městem Vilémova je téměř třítisícové město Golčův Jeníkov, vzdálené od městyse 5 kilometrů. Obcí s rozšířenou působností je pro Vilémov město Chotěboř.

## Historie
Ve 12. století založili benediktini klášterní areál Vilémov s kostelem sv. Petra a Pavla, kvadraturou a hospodářským dvorem, kolem něhož postupně vyrostlo hrazené městečko. Klášter byl již roku 1119 označen monasterium Wilemow a roku 1121 nadán hrabaty Heřmanem/Hermannem a Vilémem/Wilhelmem ze Sulzbachu u Norimberka. Název Vilémov je odvozen od osobního jména Vilém – jednoho ze zakladatelů. V roce 1253 se nazýval Wilhelmszell – Vilémova cela. V roce 1278 byl klášter vypálen vojsky krále Rudolfa Habsburského a v roce 1421 byl klášter dobyt husitskými vojsky Pražanů, mniši uprchli na své moravské majetky do Uherčic a konvent zde již nebyl obnoven. Tato část Vilémova si ale zachovala název Klášter.
V roce 1469 se u vsi střetla vojska Matyáše Korvína a Jiřího z Poděbrad, proběhla tzv. bitva u Vilémova v rámci česko-uherských válek. Matyáš Korvín nakonec v nedalekém Úhrově kapituloval a k události se váže známý obraz Mikoláše Alše Setkání Jiřího z Poděbrad s Matyášem Korvínem.
Klášter byl de iure zrušen roku 1575, císař Rudolf II. zpustlé budovy s poplužním dvorem, okolními vesnicemi, lesy a rybníky prodal Beneši Benedovi z Nečtin, který si na ruinách konventních budov následujícího roku postavil tvrz. V letech 1604–1638 ji vlastnili Boryňové ze Lhoty.
Na základech klášterních staveb vybudoval hrabě Václav Ferdinand Caretto-Millessimo po roce 1689 barokní zámek, který roku 1770 dal přestavět Jan Josef Caretto Millessimo podle plánů pražského architekta Jana Josefa Wircha. Roku 1727 byl na základech klášterního kostela Panny Marie, ze kterého se dochovala gotická věž, dostavěn barokní kostel sv. Václava.
Roku 1747 císařovna Marie Terezie městečku udělila privilegia na dva jarmarky ročně, tři dobytčí trhy ročně a jeden týdenní trh ve čtvrtek. Roku 1753 založil hrabě Jan Václav Caretto-Millessimo městský špitál. Roku 1788 byla v budově radnice otevřena škola, roku 1843 vyhořela.

### 20. století
V roce 1945 byl znárodněn vilémovský závod na výrobu kovového zboží, později známý pod jménem Mars.
Posledním majitelem zámku byl do roku 1948 Alfréd Rajský z Dubnice. V roce 1948 byl zámek zestátněn a umístěna v něm škola. Roku 1991 byl zámek v rámci restitucí navrácen rodině původního majitele.
V letech 1961 až 1990 byly k Vilémovu přičleněny jako místní část Bučovice a v roce 2006, 10. října byl obci vrácen status městyse.
V soutěži Vesnice Vysočiny obec Vilémov v roce 2001 získala ocenění modrá stuha, tj. ocenění za společenský život. V roce 2002 obdržela v této soutěži ocenění zelená stuha, tj. ocenění za péči o zeleň a životní prostředí. V roce 2003 obdržela ocenění zlatá stuha, tj. vítěz, který postoupil do celostátního kola a obec se stala Vesnicí Vysočiny. V roce 2004 se Vilémov umístil na druhém místě v Evropské ceně obnovy vesnice.

## Demografie
| Rok            | 1869  | 1880  | 1890  | 1900  | 1910  | 1921  | 1930  | 1950  | 1961  | 1970  | 1980  | 1991  | 2001  | 2014  |
| -------------- | ----- | ----- | ----- | ----- | ----- | ----- | ----- | ----- | ----- | ----- | ----- | ----- | ----- | ----- |
| Počet obyvatel | 2 753 | 2 765 | 2 437 | 2 253 | 2 296 | 2 296 | 2 227 | 1 654 | 1 682 | 1 498 | 1 384 | 1 138 | 1 076 | 1 003 |

### Náboženství
Duchovní správu zajišťují dva farní úřady – římskokatolická farnost v čele s P. Gabrielem Burdejem, OPraem. a farní sbor Českobratrské církve evangelické v Opatovicích (ve Vilémově existoval samostatný evangelický sbor v letech 1881–2023).

## Obecní správa

### Části městysu
Městys Vilémov má devět místních částí:
- Vilémov
- Dálčice
- Hostovlice
- Jakubovice
- Klášter
- Košťany
- Spytice
- Zhoř
- Ždánice

Samotný Vilémov a Klášter, hlavní centrum, má 898 obyvatel, průměrný věk obyvatel v obci je 44 let. V městysu je 499 domů (z toho trvale obydlených je 397 a dále 35 chalup), počet bytů je 540.[kdy?]

### Starostové
- Jaroslava Dvořáková (1990–2010)
- Jiří Lebeda (2010–2018)
- Lenka Homolková (2018 – dosud)

## Školství
V obci se nachází základní škola a mateřská škola.

## Kultura
Každoročně se v městyse pořádá tradiční Svatováclavská pouť a chovatelský den koní s průvodem městečkem, volejbalový či florbalový turnaj, vánoční a velikonoční koncerty v kostele sv. Václava, dětský karneval, pomlázka, pálení čarodějnic, ZŠ a MŠ pořádají Mikulášskou nadílku, konají se různé výstavy a besedy (s cestovatelskou tematikou). Každý rok se pořádá setkání důchodců, hasičský, myslivecký a obecní ples, od roku 2007 již ples městyse.
Z městyse pocházejí také známé Vilémovské boubelky, které pořádají každý rok „babský věneček“ s průvodem obcí, zdobení velikonočního stromu nebo slet čarodějnic. Městys uzavřel dohodu o spolupráci s turistickým družstvem Besnica-Janče ve Slovinsku, kde Boubelky vystupovaly na jejich slavnostech.

## Hospodářství
Městys Vilémov je převážně zemědělský a má 7 katastrálních území, na nichž hospodaří zemědělské obchodní družstvo a 6 soukromých zemědělců. Závod Antikoro zaměstnává přibližně 60 lidí a vyrábí struhadla, lopatky a poštovní schránky a další sortiment pro domácnost. Vedle dvou velkých podniků sídlí v městysu i řada dalších menších živnostníků, kteří působí v oblasti truhlářství, řeznictví nebo sklářství. Samozřejmostí je i odpovídající vybavenost v rámci služeb, najdete zde například kadeřnictví, pedikúru, autoopravnu apod.
V městyse sídlí dále zdravotní středisko, pošta či místní knihovna. Gastronomické a ubytovací služby zajišťují dvě hospody (Pension U Mnicha a Velká hospoda) a tři obchody se smíšeným zbožím.
V místní části Klášter sídlí mateřská a základní škola s tělocvičnou a posilovnou. Centrem kulturního dění je kulturní dům, sál Velké hospody a nově postavené víceúčelové kabiny u fotbalového hřiště. Pro rodiče s dětmi působí ve Vilémově již několik let místní Rodinné centrum.
Za prací dojíždějí obyvatelé do Třemošnice, Chotěboře, Golčova Jeníkova, Čáslavi a Havlíčkova Brodu.

## Pamětihodnosti
- Radnice byla postavena v letech 1856–1865, jednopatrová s bosovaným přízemím a středověkým rizalitem s vížkou, ve které je umístěn zvon a věžní hodiny.
- Zámek Klášter byl původně středověkým klášterem benediktinů, po jeho zničení byl přestavěn na renesanční tvrz a v 18. století zbudován do dnešní podoby pozdně barokního zámku hraběcí rodiny Carretto-Millesssimo. V současné době patří rodině Rajských, pořádají se v něm mezinárodní konference a sídlo zde má Institut pro výzkum mezinárodních vztahů.
- Kostel sv. Václava je barokní, rozlehlá, jednolodní stavba s trojboce uzavřeným presbytářem a středověkou hranolovitou věží, jejíž základ je románský. Kostel byl postaven v letech 1726–1727. V roce 1963 byl zapsán do státního seznamu kulturních památek.[12]
- Evangelický kostel byl přestavěn a vysvěcen v roce 1882 z bývalé továrny na turecké šály; od roku 2023 je ve vlastnictví městyse Vilémov.
- Vojenský hřbitov – v Klášteře u cesty vedoucí do Nasavrk stojí dřevěný kříž, kde byly v dobách bojů pochovaní rakouští vojáci, kteří zemřeli v polní nemocnici.
- Pamětní deska Miloslavu Růžičkovi.[13]
- Pamětní deska účastníkům protikomunistického odboje na náměstí.[14]

## Doprava
Obcí procházejí silnice II/340 a II/345. Při rekonstrukci mostu přes Hostačovku na silnici II/345 došlo 4. září 2014 k jeho zřícení a následnému úmrtí 4 stavebních dělníků.

## Turistika
Přes Vilémov vedou značené turistické stezky vedoucí na Pařížovskou (č. 5127) a Sečskou přehradu, zříceninu hradu Oheb a Lichnice (č. 4155). Část obce Vilémov Klášter leží přesně v polovině dálkové turistické trasy Via Czechia – centrální stezka. Nejvýchodnější bod České republiky a nejzápadnější bod České republiky jsou po stezce oba vzdáleny 518 km. 

## Osobnosti
- Heřman I., opat vilémovského kláštera v letech 1204–1222, církevní diplomat, založil klášterní stříbrné doly v Německobrodsku
- Václav Ferdinand Carretto hr. Millesimo (1669–1740), majitel vilémovského panství, stavebník kostela sv. Václava
- Josef Vulterin, kněz, spolutvůrce barokní kultury ve Vilémově, zasloužil se o vybudování kostela
- Filip Šedivý, vilémovský zednický mistr, vedl stavbu kostela
- Jan Josef Carretto hr. Millesimo, majitel vilémovského panství v letech 1756–1800, zakladatel nadace na podporu potřebných osob příbuzných šlechtických rodů, stavebník vilémovského barokního zámku
- Matěj Sojka (1740–1817), hudební skladatel, učitel hudby a varhaník
- Stanislav Vydra (1741–1804), slavný český matematik a buditel, profesor na pražské universitě
- Emanuel Johann Faulhaber (1761—1835), hudební skladatel, rektor školy v Lounech a regenschori tamtéž, výrobce hudebních nástrojů
- Josef Klenka (1853–1932), znalec a průkopník tělovýchovy, zemský školní inspektor tělesné výchovy
- Jan Kafuněk (1861–1929), lékař, specialista na oční a vnitřní onemocnění, kulturní pracovník a kronikář obce
- Josef Chadraba (1893–1956), katolický kněz, děkan ve Vilémově, žalářován komunistickým režimem, zemřel v roce 1956 ve vězení na Mírově.[17]
- Josef Peca (1923–1982), akademický malíř, studoval u Cyrila Boudy. Věnoval se především figurální malbě, jeho díla jsou v mnoha galeriích
- Karel Stýblo (1921–1998), lékař, zabýval se léčením tuberkulózy

## Fotogalerie

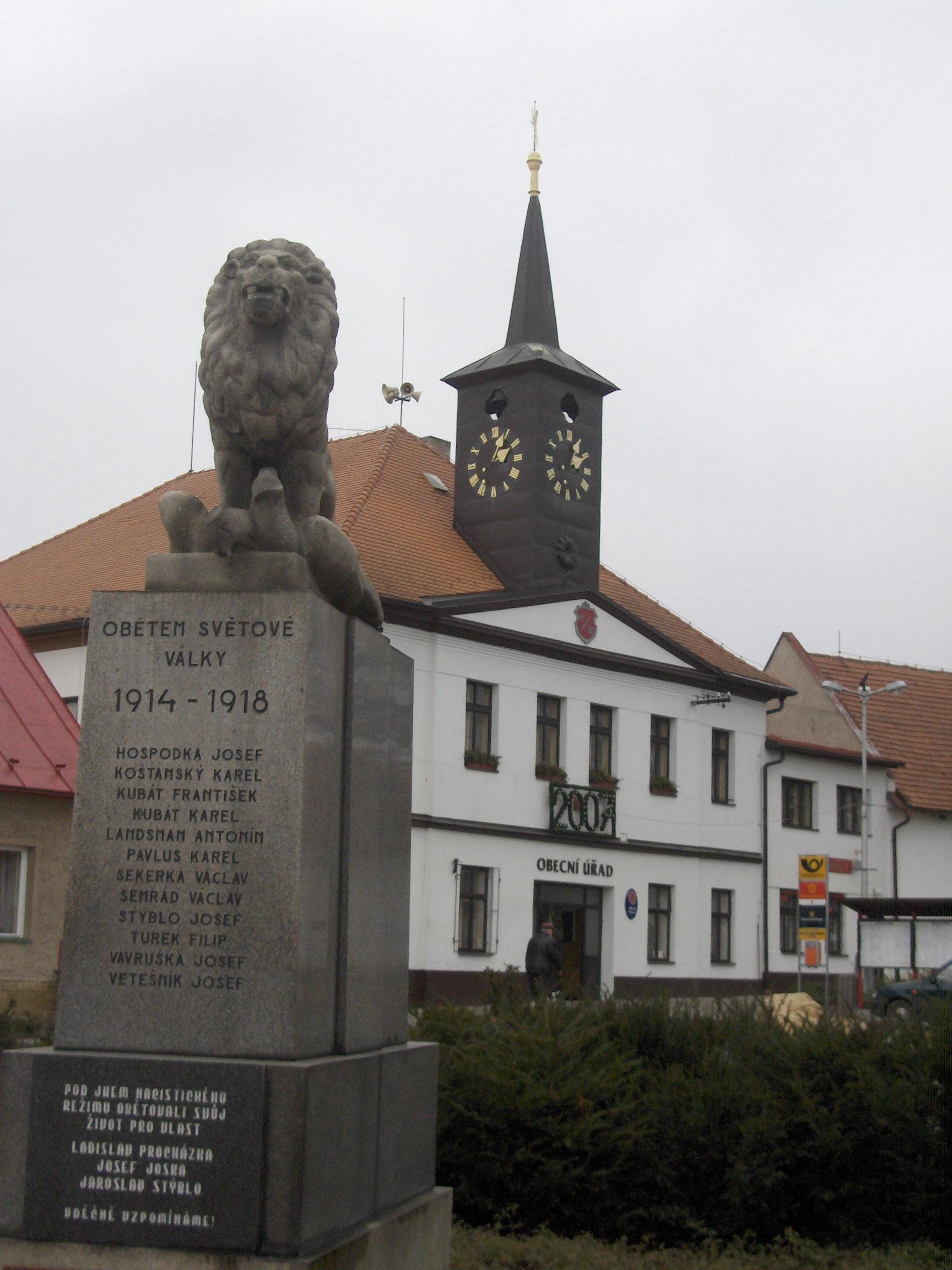
Empírová radnice na náměstí
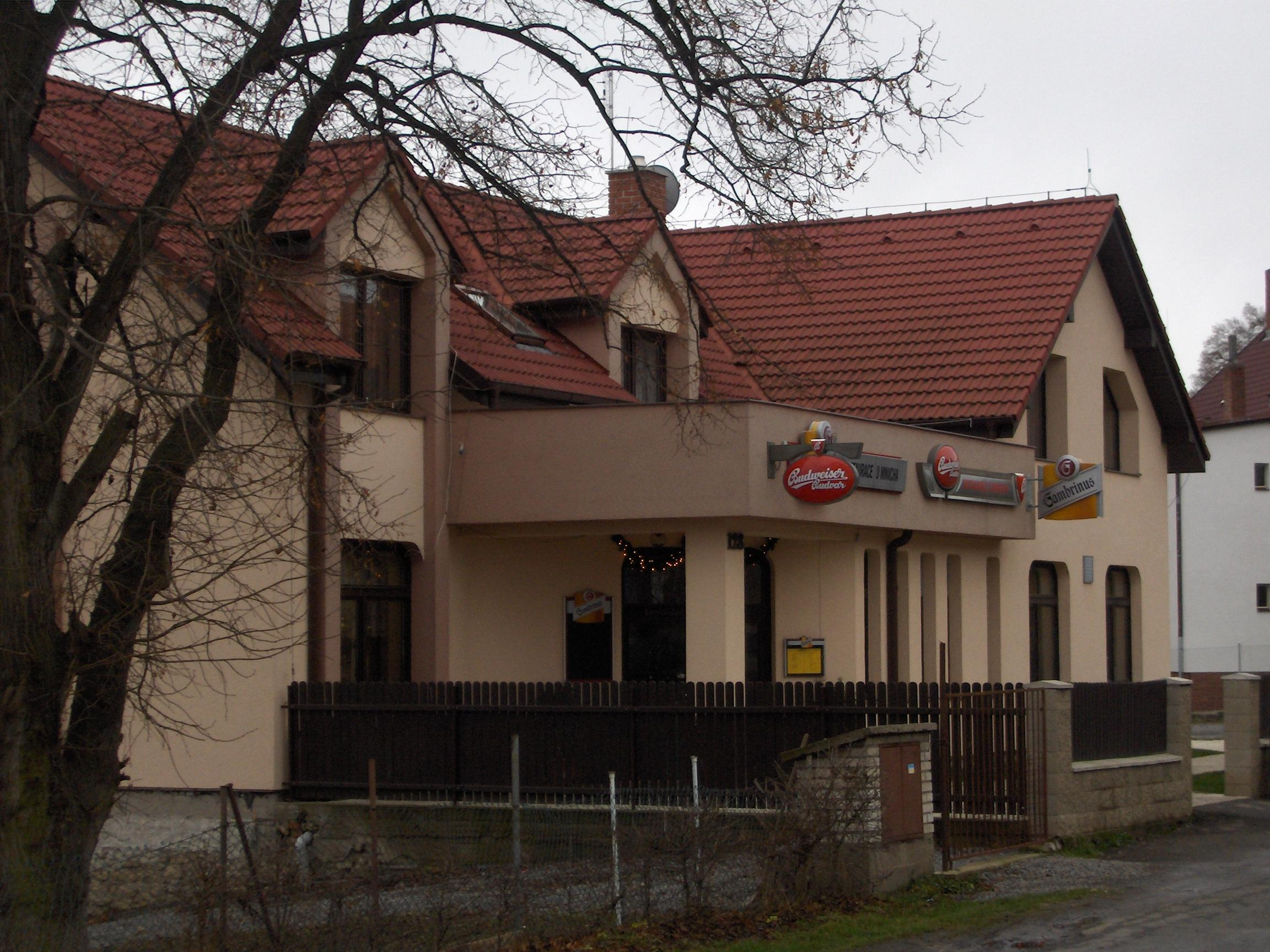
Penzion U Mnicha
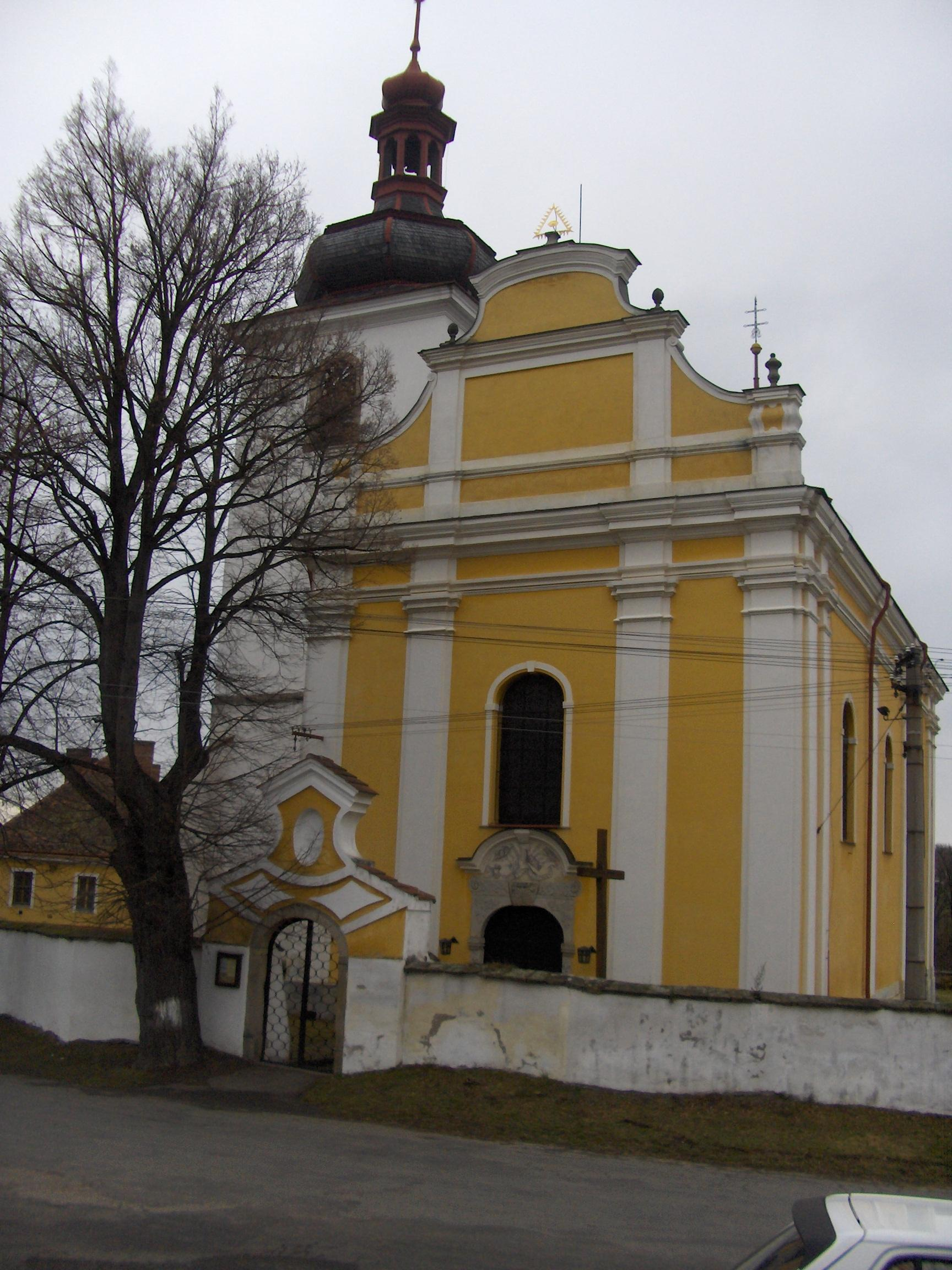
Kostel sv. Václava v Klášteře
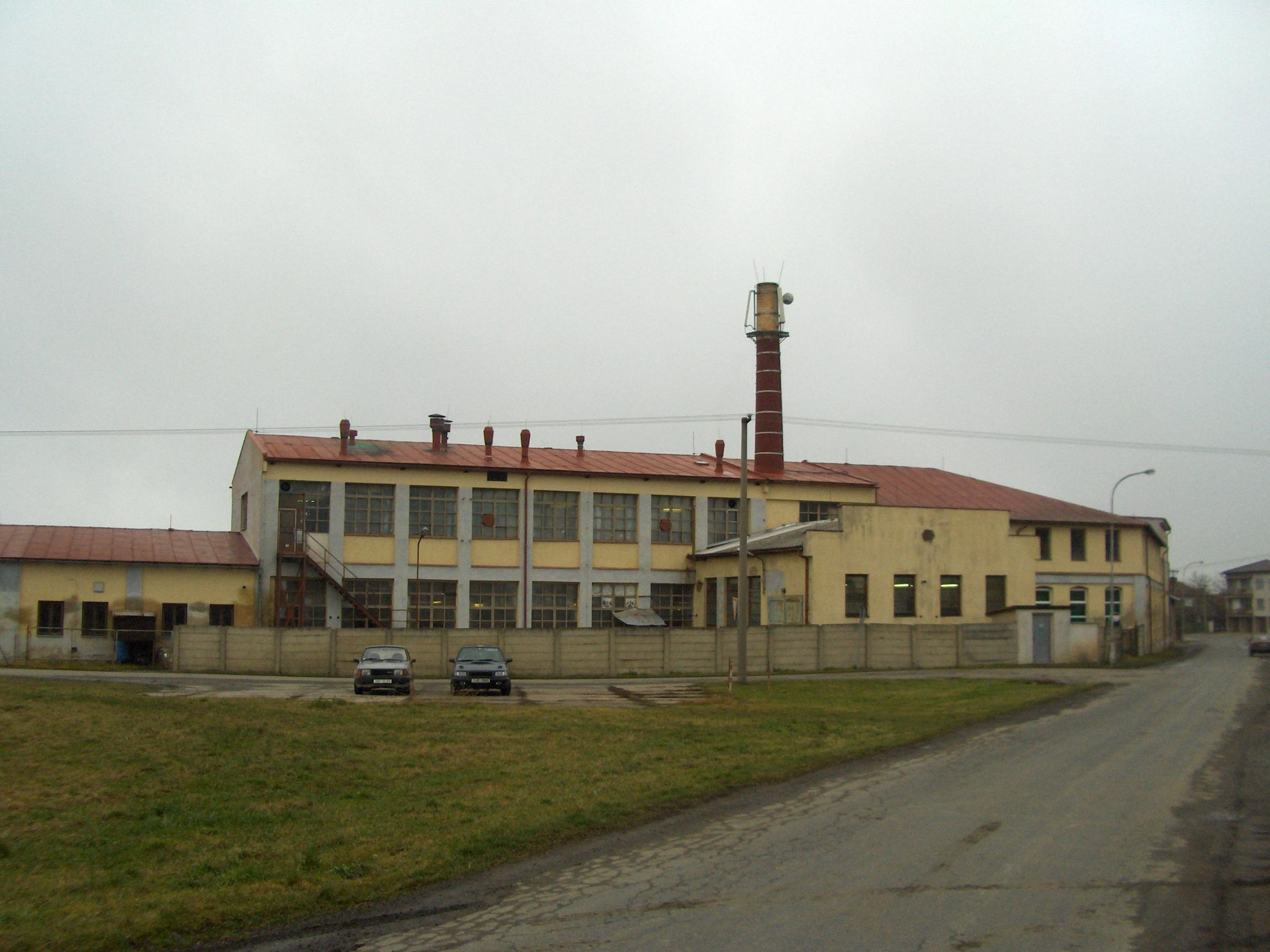
Továrna Antikoro
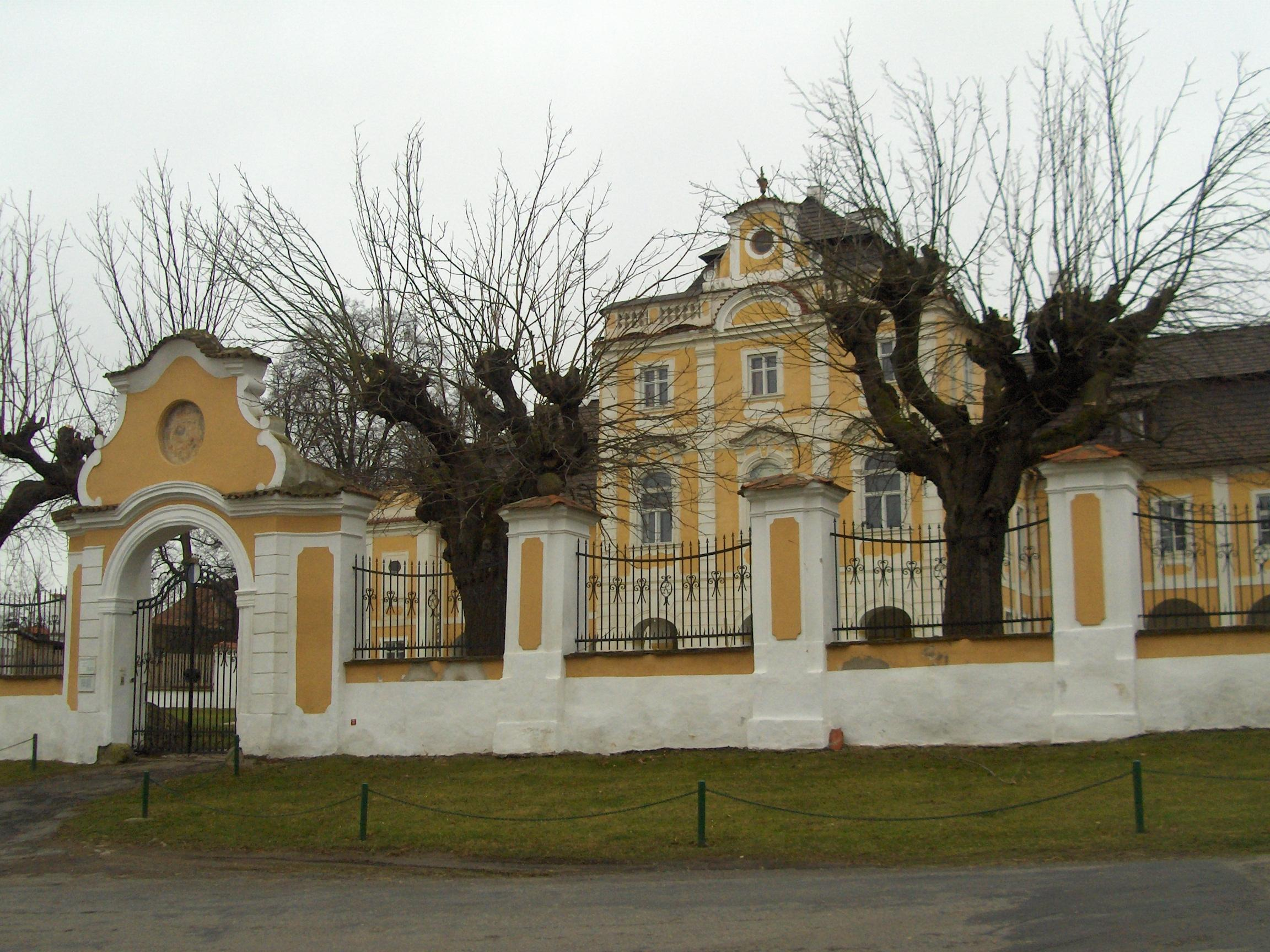
Barokní zámek v Klášteře